# Szilárd Keresztes
Szilárd Keresztes (ur. 19 lipca 1932 w Nyíracsád, zm. 13 sierpnia 2025 w Nyíregyházie) – węgierski duchowny katolicki rytu bizantyjskiego, od 30 czerwca 1988 do 10 listopada 2007 biskup Hajdúdorogu i głowa Kościoła katolickiego obrządku bizantyjsko-węgierskiego oraz egzarcha apostolski Miszkolca.

## Życiorys
Urodził się 19 lipca 1932 r. w Nyíracsád (obecnie w powiat Nyíradony). 7 sierpnia 1955 r. otrzymał święcenia kapłańskie. 7 stycznia 1975 został mianowany biskupem pomocniczym eparchii Hajdúdorogu z tytułem biskupa Chunavia. Sakrę biskupią przyjął 8 lutego 1975 z rąk biskupa Hajdúdorogu Imre Timkó. 30 czerwca 1988 został mianowany przez Jana Pawła II biskupem Hajdúdorogu oraz egzarchą apostolskim Miszkolca.
10 listopada 2007 przeszedł na emeryturę.